# Demokratska Stranka
Die Demokratska Stranka (DS), zu Deutsch Demokratische Partei (serbisch-kyrillisch Демократска странка), ist eine sozialdemokratische Partei in Serbien.
Die DS tritt für die Parlamentarische Demokratie und für den Sozialstaat ein. Sie ist eine prowestliche und proeuropäische Partei, die Unabhängigkeit des Kosovo lehnt sie jedoch ab.

## Gründung, Verbot und Neugründung
Die Demokratska Stranka entstand 1919 als liberale Partei im Königreich Jugoslawien. Vorangegangen war eine Fusion der Unabhängigen Radikalen Partei mit entsprechenden kroatischen und slowenischen Parteien. Erster Vorsitzender war Ljubomir Davidović, der 1919–1920 und erneut 1924 Ministerpräsident des Königreichs war. Bis zur Aufhebung der Verfassung 1929 spielte die Demokratische Partei eine maßgebliche Rolle, danach war sie in der Opposition. Nach dem Tod Davidovićs übernahm Milan Grol die Führung. Während der deutschen Okkupation gingen die Mitglieder ins Exil oder kämpften als Partisanen. Nach der Befreiung 1945 übernahmen die Kommunisten die Macht, die DS wurde verboten und viele ihrer Mitglieder inhaftiert.
1990 wurde die Demokratska Stranka wiedergegründet. Zum Vorsitzenden wurde Dragoljub Mićunović gewählt. Zu den Mitbegründern gehörte sowohl Zoran Đinđić als auch Vojislav Koštunica, der 1992 die konservative Demokratische Partei Serbiens (DSS) gründete. Bei den Wahlen im gleichen Jahr erhielt die Partei 7,4 % der Stimmen und 7 der 250 Mandate und wurde somit drittgrößte Oppositions- und einzige demokratische Kraft in der serbischen Nationalversammlung. 1994 übernahm Đinđić den Parteivorsitz.

## Demokratische Opposition Serbiens (DOS)
Im Januar 2000 wurde die Koalition Demokratische Opposition Serbiens (DOS) gebildet, bestehend aus 18 Parteien, von denen die Serbische Erneuerungsbewegung und die DS am stärksten waren. Bei außerordentlichen Präsidentschaftswahlen am 24. September 2000 siegte Vojislav Koštunica, was die bestehende Regierung jedoch nicht anerkannte. Es wurden Massenproteste organisiert, die dazu führten, dass am 5. Oktober DOS an die Spitze des Landes kam, was auch das Verfassungsgericht anerkennen musste.

## Die Regierung Đinđić
Nach einem Wahlsieg am 23. Dezember 2000 mit 64,1 % der Wählerstimmen und 176 der 250 Sitze – 45 davon gingen an die DS – wurde Zoran Đinđić Premierminister. Die DSS des jugoslawischen Präsidenten Koštunica verließ die DOS und die Regierung der Teilrepublik Serbien 2001, was zu einer Regierungskrise führte. Premier Đinđić gelang es jedoch, die Koalition und die politische Mehrheit zu erhalten.
Am 12. März 2003 wurde Zoran Đinđić ermordet. Zoran Živković trat seine Nachfolge als Regierungschef an. Das Bündnis DOS zerfiel endgültig im Herbst 2003. Aus den anschließend abgehaltenen Parlamentswahlen ging die DS deutlich geschwächt hervor (12,6 %; 37 Sitze). An der neuen Minderheitsregierung von Koštunica war sie nicht mehr beteiligt.

## Boris Tadić
Im Dezember 2003 wurde Boris Tadić, zu der Zeit Verteidigungsminister und Vizepräsident, Fraktionsvorsitzender der DS im Parlament. Im Februar 2004 wählte ihn die DS zum neuen Parteivorsitzenden.
Die Präsidentschaftswahlen im gleichen Jahr gewann Tadić mit 27,3 % im ersten und 53,2 % im zweiten Wahlgang gegen Tomislav Nikolić von der Serbischen Radikalen Partei.

## Parlamentswahlen 2007
Bei den Parlamentswahlen 2007 konnte die DS wieder deutlich zulegen, sie gewann 22,7 % der Stimmen und 64 Sitze. Damit war sie zweitstärkste Kraft, hinter der Radikalen Partei. Mit der DSS und der G17 Plus bildete sie eine Regierungskoalition. Diese zerbrach im Frühjahr 2008, nach der Unabhängigkeitserklärung des Kosovo, am Streit um die Beziehungen Serbiens zur Europäischen Union.

## Parlamentswahlen 2008
Bei den Parlamentswahlen 2008 gewann die Liste für ein europäisches Serbien (DS in Koalition mit G17 Plus, SPO, LSV und der SDP) überraschend deutlich gegen die Radikale Partei. Zuvor war angesichts der Unabhängigkeit des Kosovo zumindest von einem Kopf-an-Kopf-Rennen ausgegangen worden. Nach der Wahl einigten sich die westlich orientierten Parteien, deren stärkste Kraft die DS ist, mit der Sozialistischen Partei auf die Bildung einer Koalitionsregierung.

## Parlaments- und Präsidentschaftswahlen 2012
Bei den Parlamentswahlen 2012, die zeitgleich mit den Präsidentschaftswahlen abgehalten wurden, musste die DS eine Niederlage einstecken. Zwar lag Amtsinhaber Boris Tadić im ersten Wahlgang mit 25,33 % noch knapp vor Tomislav Nikolić mit 24,99 %, musste sich aber in der Stichwahl mit 47,35 % zu 49,5 % für Nikolić geschlagen geben. Auch bei der Parlamentswahl erhielt das von der DS angeführte Wahlbündnis hinter dem von der Fortschrittspartei angeführten Wahlbündnis mit 22,07 % zu 24,01 % nur die zweitmeisten Stimmen. Der bisherige Koalitionspartner, die Sozialistische Partei Serbiens ging daraufhin ein neues Bündnis mit der Fortschrittspartei ein, so dass die DS seit den Wahlen auch nicht mehr an der Regierung beteiligt war. Boris Tadić gab nach den Wahlen den Vorsitz an den damaligen Belgrader Bürgermeister Dragan Đilas ab. Tadić verließ später die DS und gründete 2014 die Sozialdemokratische Partei – SDS.

## Parlamentswahl 2014
Bei der vorgezogenen Parlamentswahl 2014 erreichte die DS nur noch einen Stimmenanteil von 6,03 %. Đilas wurde daraufhin von Bojan Pajtić als Parteivorsitzenden abgelöst.

## Internationale Beziehungen
Die Demokratska Stranka ist Mitglied der Sozialistischen Internationale und der Sozialdemokratischen Partei Europas.